# ニューヨーク・コットン取引所
ニューヨーク・コットン取引所（ニューヨーク・コットンとりひきじょ、英語: New York Cotton Exchange、NYCE）は、100人の木綿（コットン）仲買人と商人により、ニューヨーク市マンハッタン区ハノーバー・スクエア1号（後のインディア・ハウスとして知られる）で、1870年に設立された商品取引所である。

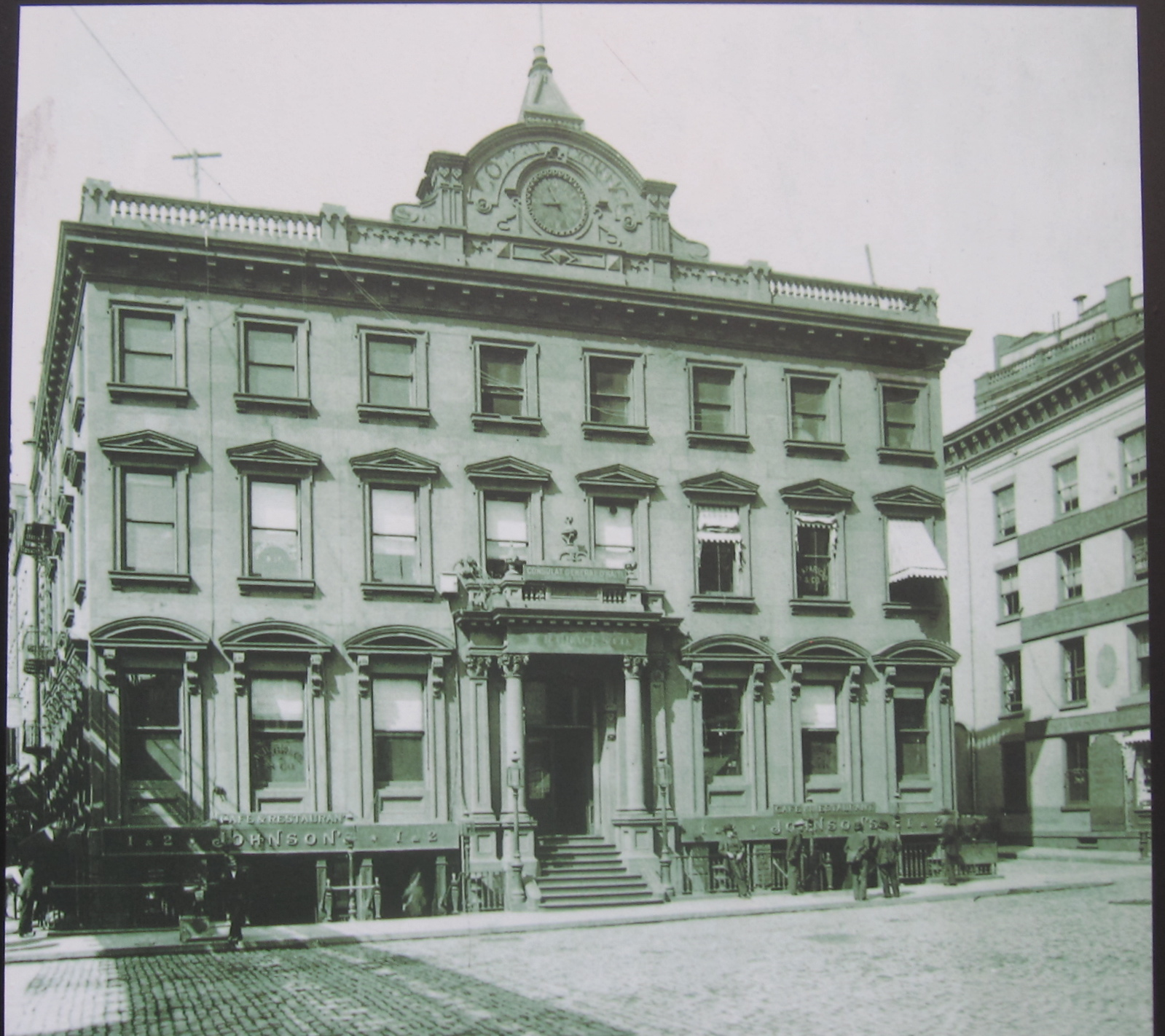
ニューヨークの1 ハノーバー・スクエアにあったニューヨーク・コットン取引所。1885年、ジョージ・B・ポストにより設計。

## 歴史
コットン取引所は、市内で最も古い商品取引所である。20世紀中、木綿は輸出、国内消費の両方において、主要なアメリカの商品であった。この時代、アメリカには、他の取引所が既に存在していた。ニューオーリンズ・コットン取引所、モービル・コットン取引所、メンフィス・コットン取引所およびサバンナ・コットン取引所など、いくつかの取引所は、ニューヨーク・コットン取引所の設立の数年内に設立されている。他の重要な取引所には、イングランド・リバプールのリバプール・コットン取引所があった。このNYCEとメンフィス・コットン取引所だけが、今日でも存在する組織となっている。
1958年まで毎年、NYCEは、綿生産の統計を含む、「コットン年鑑」を公表していた。この数年にわたり、NYCEは、ウール・アソシエイト、シトレス・アソシエイト、トマト・プロダクト・アソシエイト、フィナンシャル・インストルメント取引所（FINEX）など、綿以外の取引を行うための子会社を設立させていた。1998年には、ニューヨーク商品取引所（NYBOT）が、ニューヨーク・コットン取引所とコーヒー、砂糖およびココア取引所（1882年設立）の親会社となった。現在の所有者は、インターコンチネンタル取引所（ICE）である。
ニューヨーク・コットン取引所は、2001年9月11日まで4 ワールド・トレード・センター8階のテナントだった。このテロ攻撃の翌日からは、1993年の世界貿易センター爆破事件を受けて建設されたロングアイランド・シティの仮設設備に緊急に移転しなければならなかった。2003年からは、ロウアー・マンハッタンにあるニューヨーク・マーカンタイル取引所ビルが本部と取引所となっている。

## 参照
- コットンファクター